# Citharexylum danirae
Citharexylum danirae là một loài thực vật có hoa trong họ Cỏ roi ngựa. Loài này được León de la Luz & F.Chiang mô tả khoa học đầu tiên năm 2004.